# Varga Dénes
Varga Dénes (Budapest, 1987. március 29. –) olimpiai, kétszeres világ- és Európa-bajnok magyar vízilabdázó. Varga Dániel olimpiai és világbajnok vízilabdázó öccse.

## Pályafutása
Az Újpestben kezdett vízilabdázni. Már 2004-ben, 17 évesen tagja volt a felnőtt válogatott keretének. 2005-ben igazolt a Vasasba. 2006-ban második volt az Európa-bajnokságon. Novemberben megnyerte a magyar szuperkupát. 2007-ben megnyerte első magyar bajnoki címét. A világbajnokságon második lett. A junior vb-n aranyérmet szerzett és a legjobb játékosnak választották. A következő évben a Vasassal harmadik volt az Euroligában. A válogatottal Európa-bajnoki bronz- és olimpiai aranyérmet nyert.
2009-ben a világbajnokságon ötödik, 2010-ben az Európa-bajnokságon negyedik lett. A 2010–2011-es szezontól a horvát VK Primorje Rijeka játékosa lett. 2011-ben negyedik helyen végzett a világbajnokságon. 2012-ben harmadik lett az Európa-bajnokságon, ötödik az olimpián. A bajnokok ligájában második lett klubjával, a válogatottal megnyerte a világbajnokságot Barcelonában, ő maga pedig a torna legeredményesebb játékosa lett. Az év végén a FINA a világ, a LEN Európa legjobb játékosának választotta 2013-ban
2014-től a Szolnok játékosa lett. 2014-ben ezüstérmes volt az Európa-bajnokságon. A tornán a legjobb játékosnak választották.
2017-ben bajnokok ligáját nyert.
2020 júniusában a válogatott felkészülésén térdsérülést szenvedett, amit műteni kellett.
2020-ban Európa-bajnok, 2021-ben olimpiai bronzérmes lett a válogatottal. 2023 nyarán a nemzeti csapat tagjaként világbajnokságot nyert Fukuokában.

## Eredményei
- Olimpia: arany 2008
- Olimpia: bronz 2021
- Vb: arany 2013, 2023
- Vb: ezüst (2) 2007, 2017
- Eb: arany (2020)
- Eb: ezüst (2) 2006, 2014
- Eb: bronz (3) 2008, 2012, 2016
- Világliga: ezüst 2007
- junior vb: arany 2007, ezüst 2003
- junior Eb: ezüst 2006, 2002, bronz 2004
- ifjúsági Eb: ezüst 2003
- Magyar bajnokság
  - aranyérmes: 2007, 2008, 2009, 2010, 2015, 2016, 2017, 2018, 2019, 2022, 2023, 2024
  - ezüstérmes: 2005, 2006
  - bronzérmes: 2021
- magyar kupa: arany 2009, 2014, 2022, 2023
- Horvát bajnokság
  - aranyérmes: 2014
  - ezüstérmes: 2011, 2012, 2013
- Euroliga: ezüst 2012 (Primorje Rijeka), bronz 2008 (Vasas)
- Jadranska Liga: ezüst 2012 (Primorje Rijeka)
- LEN-bajnokok ligája győztes: 2017 (Szolnok), 2019, 2024 (FTC)
- LEN-szuperkupa-győztes (3): 2017, 2018,[8] 2019[9]

## Családja
Bátyja a szintén olimpiai- és világbajnok vízilabdázó, Varga Dániel. Nős, felesége Varga-Veres Ágnes. Két fia van, Dénes Bendegúz (2013) és Vince Károly (2016).

## Díjai, elismerései
- Szalay Iván-díj (2004)
- Faragó Tamás-díj (2007, 2008)
- A Junior világbajnokság gólkirálya (2007)
- A Junior világbajnokság legértékesebb játékosa (2007)
- A Junior világbajnokság All Star csapatának tagja (2007)
- A Magyar Köztársasági Érdemrend tisztikeresztje (2008)
- Junior Prima díj (2008)
- Az év magyar sportcsapatának tagja (2008)
- Az év utánpótláskorú sportolója (2008) (a Nemzeti Sportszövetség díja)
- Az év Vasas-sportolója (2008)
- Miniszteri elismerő oklevél (2012)
- A világbajnokság legértékesebb játékosa, Barcelona (2013)
- Az év európai vízilabdázója (LEN) (2013)
- A év vízilabdázója 2013-ban (FINA)
- Az Európa-bajnokság legértékesebb játékosa (2014)
- Az év magyar vízilabdázója (2014, 2018,[12] 2019[13])
- A magyar bajnokság legértékesebb játékosa (2015)[14]
- Az év vízilabdázója a Total Waterpolo szavazásán (2019)[15]
- A 2020-as férfi vízilabda-Európa-bajnokság legértékesebb játékosa.[16]
- A Magyar Érdemrend középkeresztje (2021)[17]